# 日高北インターチェンジ
日高北インターチェンジ（ひだかきたインターチェンジ）は、兵庫県豊岡市にある北近畿豊岡自動車道のインターチェンジである。但馬空港IC方面出入口のみのハーフICである。

## 道路
- E72 北近畿豊岡自動車道

## 接続する道路
- 兵庫県道1号日高竹野線

## 歴史
- 2020年（令和2年）
  - 4月10日 : IC名称が「日高北IC」に正式決定[1]。
  - 11月1日 : 日高神鍋高原IC - 但馬空港IC間開通に伴い、供用開始[2]。

## 隣
E72 北近畿豊岡自動車道
日高神鍋高原IC - 日高北IC - 但馬空港IC